# Kallima foliacea
Kallima foliacea är en fjärilsart som beskrevs av Hans Fruhstorfer 1913. Kallima foliacea ingår i släktet Kallima och familjen praktfjärilar. Inga underarter finns listade i Catalogue of Life.